# Conrad Niederer
Conrad Niederer (* 26. Dezember 1867 in Wald; † 6. September 1925 in Hamburg; heimatberechtigt in Lutzenberg) war ein Schweizer Kaufmann und Unternehmer aus dem Kanton Appenzell Ausserrhoden.

## Leben
Conrad Niederer war der Sohn von Bartholome Niederer, Monteur, und Anna Katharina Schläpfer. Er heiratete Elise Bornholt, Tochter von Hans Jörgen Bornholt.
Niederer besuchte zunächst die Schulen in Wald und trug daneben mit Fädeln und Sticken zum Lebensunterhalt der Familie bei. Nach einer Bäckerlehre in St. Gallen arbeitete er dort als Bäckergehilfe. Dank der Vermittlung eines Freunds wurde Niederer Packer und Ausläufer im Herisauer Stickereiunternehmen Zähner & Schiess & Compagnie, wo er sich durch intensives Selbststudium zum angesehenen Kaufmann weiterbildete.
1891 siedelte er nach Guatemala über, wo er zum Inhaber eines bedeutenden Handelshauses aufstieg. 1912 liess er sich in Zürich nieder.